# P.O.P
P.O.P（朝鲜语：피오피），是DWM娛樂旗下的女子音乐团体，P.O.P是由MAMAMOO及VROMANCE所屬社RBW Ent.負責進行培訓及製作，管理及經紀部分是歸屬於DWM Entertainment，組合最初成員有Haeri、A-Hyeong、MISO、Seol、Yeonha、Yeonju六名成員。2017年7月26日携迷你专辑《Puzzle Of POP》正式出道。2018年，組合解散。

## 團體資料

### 團名寓意
團名為Puzzle Of POP的縮寫，有著「為了解開流行音樂之謎而聚集一起的六名偵探團」的意思。

## 經歷

### 出道前
2017年1月4日，DWM娛樂宣佈他們將組建一個名爲P.O.P的新的女子音樂團體，該組合很快被人稱爲“MAMAMOO的師妹團”。

### 2017年
5月20日，DWM娛樂宣佈組合的第一個成員：Haeri，該成員為前Brave Girls成員裕真的妹妹。
5月26日，DWM娛樂發佈了成員個人預告照并讓粉絲們選“你最喜歡的成員”。
6月2日，成員參加了 IdolCON 進行團體宣傳活動。。
6月2日至4日，官方逐步放出組合個人照片和預告，但并沒公開成員的名字。同時，組合翻唱了卡莉·蕾·杰普森的歌曲《Call Me Maybe》、洛德的《贵族》和防彈少年團的《봄날（Spring Day）》。
6月8日，DWM娛樂公佈P.O.P成員的個人照片，照片中含有成員的名字。
6月10日，放出團體預覽照。。
6月30日，官方放出了模仿Produce 101節目的成員個人介紹視頻，該系列視頻名稱為『Produce P.O.P』。
7月10日，官方發佈消息：P.O.P將在7月26日出道。
7月24日，DWM娛樂放出MV預告視頻。
7月26日，發布《Catch you》的MV  ，團體正式出道。有人認爲該歌曲是抄襲Gfriend的歌曲《FINGERTIP》。
8月1日，DWM娛樂宣佈成員Yeonha罹患重症肌無力，這需要長期的休息，所以Yeonha暫停團體活動，預定先以五人體制進行活動
10月24日，Yeonha因健康问题与DWM娱乐解除合同，离开组合，日后组合以5人体制活动。

### 2018年
團體解散

## 成員資料
- 名字粗體为队长
- 部分成員已正名

| 藝名    | 藝名 | 本名   | 本名   | 出生地/出生日期                | 隊內擔當                   |
| 原文    | 谚文 | 谚文   | 中文名 | 出生地/出生日期                | 隊內擔當                   |
| Ahyung  | 아형 | 이아형 | 李娥亨 | 1996年8月27日 · 庆尚北道浦项市 | 主領舞、副唱               |
| Miso    | 미소 | 박지현 | 朴池晛 | 1996年9月16日 · 釜山廣域市     | 第二主唱、領舞             |
| Seol    | 설   | 민지혜 | 閔智慧 | 1997年1月1日 · 全羅北道群山市  | 主Rapper、副唱             |
| Haeri   | 해리 | 정해리 | 丁海梨 | 1997年1月14日 · 首爾特別市     | 隊長、第一主唱             |
| YeonJoo | 연주 | 정연주 | 鄭淵朱 | 1997年6月26日 · 京畿道         | 領唱                       |
| YeonHa  | 연하 | 안연지 | 安連智 | 2000年5月19日 · 忠清道         | 副Rapper、領舞、副唱、忙內 |

## 音樂作品

### 迷你專輯
| #   | 專輯資料 | 曲目 |
| 1st | 首張迷你專輯《Puzzle Of POP》 - 發行日期：2017年7月26日 - 唱片公司：LOEN娛樂 - 語言：韓語 - 格式：CD、數位下載 - 專輯銷量：859+ | 曲目 1. START 161516 2. 애타게 GET하게（Catch You） 3. 비밀일기（秘密日記） 4. 한 걸음씩 걷기（一步步走） 5. YIP PEE 6. Memory |

### 音樂錄影帶
| 年份 | 日期   | 歌曲名稱                                          | 備註                             |
| 2013 | 2月7日 | 애타게 GET하게（焦急地GET）（页面存档备份，存于） | 練習室版本（页面存档备份，存于） |

## 音樂現場
| 2017年         | 2017年    | 2017年                           |
| 節目名稱       | 電視台    | 日期                             |
| -------------- | --------- | -------------------------------- |
| 애타게 GET하게 |           |                                  |
| THE SHOW       | SBS MTV   | 8月1日、8月8日                   |
| Show Champion  | MBC Music | 7月26日、8月2日                  |
| M Countdown    | Mnet      | 7月27日、8月17日                 |
| Music Bank     | KBS2      | 7月28日、8月4日                  |
| Simply kpop    | Arirang   | 7月28日、9月1日                  |
| Show! 音樂中心 | MBC       | 8月5日、8月12日、8月26日、9月2日 |
| 人氣歌謠       | SBS       | 8月13日、8月20日、9月3日         |

## 主要音樂節目榜單排名
| 主打歌曲排名成績                                                                                                   |                                       |                       |                     |                        |                  |                      |                             |      |
| 專輯 | 歌曲                                  | Mnet 《M! Countdown》 | KBS2 《Music Bank》 | MBC 《Show! 音樂中心》 | SBS 《人氣歌謠》 | SBS MTV 《THE SHOW》 | MBC Music 《Show Champion》 | 備註 |
| 2017年 |                                       |                       |                     |                        |                  |                      |                             |      |
| Puzzle Of POP | Catch You                             | *                     | *                   | *                      | *                | *                    | *                           | 出道 |
| \| - 「/」表示未有相關資料 - 「(1)」：兩星期冠軍 - 「[1]」：三星期冠軍 \| - 「{1}」：四星期冠軍 - 「*」：打榜中 \| |                                       |                       |                     |                        |                  |                      |                             |      |
| - 「/」表示未有相關資料 - 「(1)」：兩星期冠軍 - 「[1]」：三星期冠軍                                                | - 「{1}」：四星期冠軍 - 「*」：打榜中 |                       |                     |                        |                  |                      |                             |      |

| 0           | 0 | 0 | 0 | 0 | 0 |
| 一位總數：0 |   |   |   |   |   |

## 外部連結
- 李娥亨的Instagram帳戶
- 朴池晛的Instagram帳戶
- 閔智慧的Instagram帳戶
- 丁海梨的Instagram帳戶
- 鄭淵朱的Instagram帳戶
- 安連智的Instagram帳戶

- P.O.P的Facebook專頁
- P.O.P的Instagram帳戶
- P.O.P的X（前Twitter）
- P.O.P的YouTube頁面